# Gologanu, Vrancea
Gologanu este satul de reședință al comunei cu același nume din județul Vrancea, Muntenia, România. Este situat la o distanță de 12 km de Focșani.

## Scurt Istoric
Denumirea localității de reședință este Gologanu. Din documentele Studiate la „Arhivele Naționale ale României” – Direcția Județeană Vrancea, comuna care acum se numește Gologanu a luat ființă în anul 1500, atunci fiind așezată chiar pe malul drept al râului Râmna. În anii 1860 din cauza inundațiilor provocate de râul Râmna, așezările au fost strămutate pe moșia lui Scarlat Iarca – fost prefect al Buzăului.
În anul 1885 comuna se numea Gologanu și avea două sate componente: Gologanu și Vlăduleasca. Se știe că satul Vlăduleasca a luat ființă în anul 1825. Comuna Gologanu aparținea de județul Râmnicu Sărat, Plasa Marginea de Jos. Numele satului Gologanu vine din mai multe surse:
1. De la ciobanii care au fost aduși cu oile la pășunat în aceste locuri de către moșierul Scarlat Iarca din Buzău și că unul din ciobani s-ar fi numit Gologanu.
2. Pe șoseaua Vârteșcoiu-Brăila, care trecea și trece și în prezent prin marginea de sud a satului Gologanu, a fost un oarecare cârciumar care vindea băuturi, tutun și pâine trecătorilor. Pentru că era singur în câmp, de teamă să nu-i ia cineva marfa, vindea produsele pe fereastră, după ce mai întâi cerea gologanii, adică banii pe marfă.
3. De la moșia Gologanu, așezată în partea de vest a comunei, pe malul drept al Râmnei.

## Geografie
Localitatea este amplasată pe DN 23A, învecinându-se cu localitățile :
- la Nord - comuna Milcovul, aprox.- 2 km.
- la Sud -com.Tătăranu, aprox.- 5 km.
- la Est -comuna Răstoaca aprox.- 15 km.
- la Vest -comuna Slobozia Ciorăști aprox.- 2 km.

### Climatul
Comuna Gologanu se află în interferența zonei climatice 1, vânturile dominante fiind Crivățul și Băltărețul